# 喬治·亨利·彼得斯
| 536 Merapi       | 1904年5月11日  |
| 886 Washingtonia | 1917年11月16日 |
| 980 Anacostia    | 1921年11月21日 |

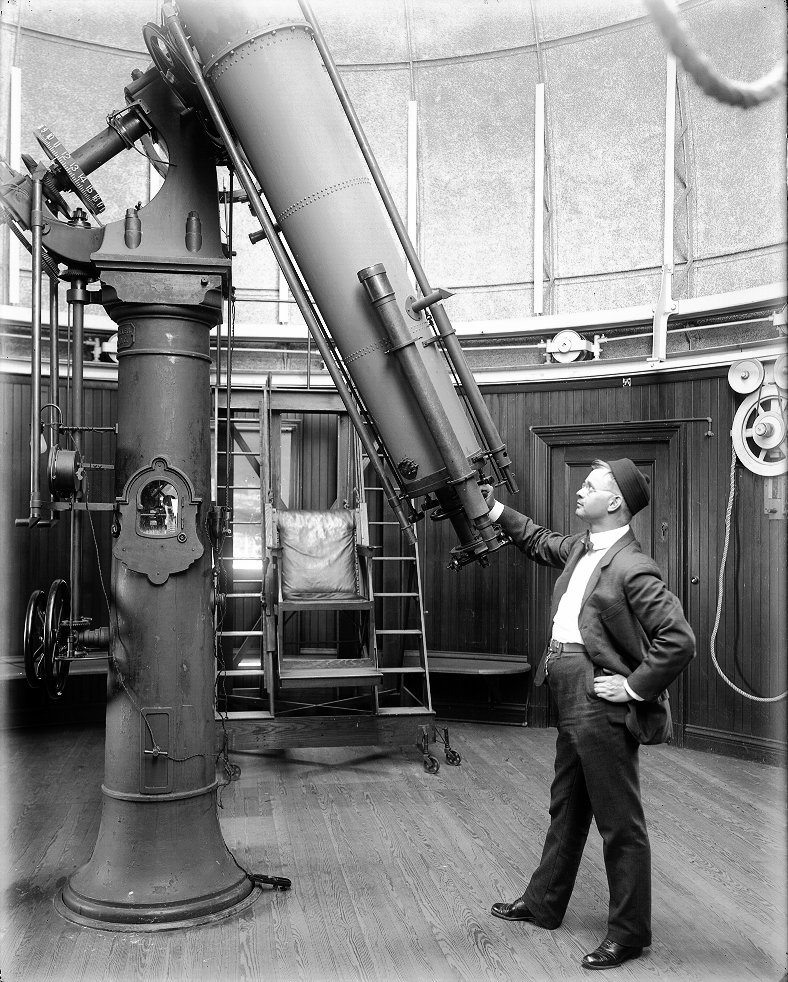
喬治·亨利·彼得斯，约摄于1920年

喬治·亨利·彼得斯（George Henry Peters，1863年—1947年10月18日），美國天文學家，
逝世于華盛頓特區。
他曾在美国海军天文台工作，發現了三颗小行星，并拍攝过太陽的日冕照片。

### 讣告
- PASP 59 (1947) 344（页面存档备份，存于） (one paragraph)